# Muro de Felipe II Augusto
El muro de Felipe II Augusto era un sistema de fortificación urbana construida en París entre 1190 y 1209 en la orilla derecha del río Sena; y entre 1200 y 1205 en la orilla izquierda del mismo; por orden de Felipe II de Francia para defender la ciudad del ataque por parte de los ejércitos anglo-angevinos que se encontraban atrincherados a pocos kilómetros junto al río Sena. El muro tenía entre seis (6) y nueve (9) metros de altura y dos coma seis (2,6) a dos coma ocho (2,8) metros de espesor en su base que se adelgazaba a medida que subía. También contaba con torres semicirculares de seis (6) metros de diámetro cada sesenta (60) metros aproximadamente. Este muro contaba con seis (6) puertas; a saber: la puerta de Buci, la puerta de San Germán, la puerta de San Miguel, la puerta de Santiago, la puerta de la orilla del agua y la puerta de San Víctor. Parcialmente integrado a los edificios de la ciudad, es la muralla de la que más cimientos se conservan; pues fortificaciones posteriores fueron destruidas y reemplazadas por los Bulevares de París.

## Puertas

Detalle del muro con sus puertas.

La puerta de San Germán fue construida a principios del Siglo XIII, fue destruida en el Siglo XVII. Se ubicaba en la actual calle de la Escuela de Medicina entre la calle de San André y el patio de Comercio de San André. Debe su nombre a la Abadía de Saint-Germain-des-Prés y al suburbio que le rodeaba. Su primer nombre conocido era Puerta de Cordeles pero terminó llamándose Puerta de Buci. El nombre de puerta de Buci se debe a que Simón de Buci compró la puerta en 1350 y comenzó a cobrar un impuesto sobre las mercancías importadas que pasaban por esta puerta. A partir de 1352, la calle que conducía a esta puerta se denominó Calle de Buci. La puerta por su parte, fue rebautizada en honor a su nuevo propietario. La puerta fue demolida por decreto del consejo del rey el 19 de agosto de 1672.